# Myrmes
Myrmes est un jeu de société créé par Yoann Levet en 2012 et publié par Ystari Games.

## Principe de jeu
Myrmes est un jeu de plateau ayant pour thème le développement d'une fourmilière sur 3 années divisées chacune en 3 saisons de récoltes et une saison d'hiver. 
En plus d'un plateau commun où les fourmis ouvrières peuvent récolter et placer leurs phéromones, les joueurs disposent d'un plateau individuel de leur fourmilière souterraine.
Les joueurs doivent notamment organiser les naissances de fourmis ouvrières et soldats, développer un territoire pour récolter des ressources et attraper des proies, agrandir la fourmilière, gérer les stocks de nourritures en prévoyant suffisamment de ressources pour passer l'hiver.

## Récompenses
- Tric Trac d'or  2012[1]
- As d'or Grand prix (catégorie joueur « expert ») 2013[2]